# Martin Boštík
 Martin Boštík  (* 2. července 1975, Litomyšl) je český historik a archivář.
V letech 1994 až 1999 absolvoval Filozofickou fakultu Masarykovy univerzity a religionistiku v Brně, kde také v roce 2000 složil rigorózní zkoušku z filosofie. Od roku 2001 pracuje v Muzeu a galerii v Litomyšli, nynějším Regionálním muzeu v Litomyšli jako samostatný odborný pracovník archivář – historik. Je autorem několika knih věnovaných zejména problematice dějin Litomyšle, konkrétně politickým událostem na přelomu 40. a 50. let 20. století a sametové revoluce. Autorsky se také spolupodílel na knize Václav Boštík (1913–2005) věnované životu výtvarníka Václava Boštíka. Podílel se také na biografické publikaci bývalého litomyšlského starosty Miroslava Brýdla s názvem Nezouvat, prosím.

## Dílo
- Monstrproces „Stříteský a spol.“ Historická studie o síle a slabosti poválečného člověka, Regionální muzeum v Litomyšli, 2004.[5]
- Hnízdo kosů litomyšlských 1889–1903, Regionální muzeum v Litomyšli 2006.[6]
- Quido Šimek - Spasitel všednosti, Paseka, 2007.[7][8]
- Sametová revoluce v Litomyšli, Regionální muzeum v Litomyšli, 2009.
- Václav Boštík (1913–2005), Arbor Vitae, 2013. (spoluautoři Jaromír Zemina a Stanislav Vosyka)
- Fenomén Boštík, Regionální muzeum v Litomyšli, 2014.
- Nezouvat, prosím, Regionální muzeum v Litomyšli, 2022. (spoluautor Miroslav Brýdl)